# Кловерфилд
Кловерфилд (енгл. Cloverfield) је амерички хорор филм апокалипсе из 2008. године, режисера Мета Ривса и продуцента Џеј-Џеј Ејбрамса са Лизи Каплан, Џесиком Лукас, Ти Џеј Милером и Мајклом Штал-Дејвидом у главним улогама. Филм је рађен у формату „пронађени снимак” и прати групу од петоро људи који се изненада налазе у хаосу изазваном нападом великог чудовишта које прети да уништи цео Њујорк. Награђен је Наградом Сатурн за најбољи научнофантастични филм године.
Филм је добио генерално позитивне критике. Сајт Rotten Tomatoes га је оценио са 77%, а IMDb са 7/10. Остварио је и велики комерцијални успех, са зарадом већом од 170 милиона долара. У циљу да што боље испромовише филм, продукцијска кућа Парамаунт пикчерс је први трејлер приказала на премијери Трансформерса. Међутим, пошто у том тренутку још увек нису донели коначну одлуку о наслову, трејлер је приказан без истог. 
Захваљујући финансијском успеху који је остварио, филм је добио 2 тематска (не и директна) наставка, од којих је први објављен након 8 година, под насловом Улица Кловерфилд број 10. Наставак је по оценама критичара успео и да надмаши оригинал.

## Радња
Њујорк напада огромно чудовиште које руши све пред собом. Док војска безуспешно покушава да изађе на крај са њим, група пријатеља тражи начин да што пре побегне из Њујорка.

## Улоге
| Глумац            | Улога                 |
| ----------------- | --------------------- |
| Лизи Каплан       | Марлена Дајмонд       |
| Џесика Лукас      | Лили Форд             |
| Ти Џеј Милер      | Хад Плат              |
| Мајкл Штал-Дејвид | Роб Хокинс            |
| Мајк Вогел        | Џејсон Хокинс         |
| Одет Јуцман       | Бет Макинтир          |
| Тео Роси          | Антонио               |
| Брајан Клагман    | Чарли                 |
| Келвин Ју         | Кларк                 |
| Лајза Лапира      | Хедер                 |
| Лили Миројник     | Леј                   |
| Бен Фелдман       | Травис                |
| Барон Вон         | момак на журци        |
| Били Браун        | штабни наредник Прајс |
| Крис Малки        | пуковник Граф         |